# ヘミマスティゴフォラ
ヘミマスティゴフォラ (学名：Hemimastigophora ）は、1988年に初めて同定されたスピロネマ科を単一の科として構成された単細胞生物の真核生物のグループである。その後30年以上の年月をかけて、様々な研究者たちがこのグループを真核生物の中での色々な分岐の位置付けを提案してきた。2018年に、Lax et al. らの研究者グループが、スピロネマ科の最初の遺伝情報を報告し、これらのグループが他の全ての真核生物の界とは別の系統群を構成する真核生物の古代系統に由来することを示唆している。

## 分類の歴史
ヘミマスティゴフォラ は、1988年に Foissner et al. らの研究者グループがスピロネマ科を単一の科とする新設の門として設立した。真核生物の系統樹の位置付けは不明であるが、研究者たちはその外被と細胞核の構造がユーグレノゾアと近縁であることを示唆している。そのグループの定義が行なわれてから30年もの間、遺伝情報は入手出来ない状態が続いた。その間、研究者たちは、アルベオラータ、アプソゾア、Ancyromonadida及びリザリアに分類するか、それらと近縁のグループに位置付けるべきだと提案した。
2018年に出版された記事において、Lax et al. ら研究者グループがカナダのノバスコシア州の土壌サンプルの中から発見された新しいヘミマスティゴフォラに属する種のHemimastix kukwesjijk について、実験室内で培養に成功したことを発表した。ヘミマスティゴフォラの二番目の新種のスピロネマも同じサンプルの中から発見された。系統発生学に基づく生物の解析結果により、二つの種は、ヘミマスティゴフォラは非常に古い系統であることを示唆しており、早い時期に他の真核生物から分岐し、界を超えるレベルの独立系統として分類すべきだとした。